# Польша на зимних Олимпийских играх 1924
Польша принимала участие в Зимних Олимпийских играх 1924 года в Шамони (Франция), но не завоевала ни одной медали.
Из-за того, что польская сборная опоздала на церемонию открытия игр, знаменосцем на церемонии был польский журналист Казимеж Смогожевский.
Польша принимала участие в соревнованиях по конькобежному спорту (500 м, 1000 м, 1500 м и 10.000 м), лыжным гонкам (18 и 50 км), прыжкам с трамплина, лыжному двоеборью и соревнованиях военных патрулей. Лучших успехов добился Леон Юцевич, ставший восьмым по итогу четырёх конькобежных дисциплин.

## Результаты выступлений польских спортсменов

### Конькобежный спорт
| Вид           | Место | Участник    | Результат |
| ------------- | ----- | ----------- | --------- |
|               |       |             |           |
| 500 метров    | 17    | Леон Юцевич | 49.6      |
|               |       |             |           |
| 1 500 метров  | 15    | Леон Юцевич | 2:42.6    |
|               |       |             |           |
| 5 000 метров  | 16    | Леон Юцевич | 10:05.6   |
|               |       |             |           |
| 10 000 метров | 14    | Леон Юцевич | 20:45.0   |
|               |       |             |           |
| Многоборье    | 8     | Леон Юцевич | 32 очка   |

### Лыжные гонки
| Вид          | Место | Участник           | Результат |
| ------------ | ----- | ------------------ | --------- |
|              |       |                    |           |
| бег на 18 км | 27    | Францишек Буяк     | 1:42:13.0 |
| бег на 18 км | 28    | Анджей Кжептовский | 1:43:02.8 |
|              |       |                    |           |
| бег на 50 км | 21    | Степан Витковский  | 6:25:58   |
|              |       |                    |           |

### Прыжки на лыжах с трамплина
| Вид                | Место | Участник           | Прыжок 1    | Прыжок 2    | Очки        |
| ------------------ | ----- | ------------------ | ----------- | ----------- | ----------- |
|                    |       |                    |             |             |             |
| Прыжки с трамплина | 21    | Анджей Кжептовский | 33,0 м      | 32,0 м      | 12.458      |
| Прыжки с трамплина | -     | Францишек Буяк     | DNS         | DNS         | DNS         |
| Прыжки с трамплина | -     | Эльжбета Зенткевич | не допущена | не допущена | не допущена |

### Лыжное двоеборье
| Вид              | Место | Участник           | Прыжок 1 | Прыжок 2 | Очки        | Бег       | Очки       | Результат |
| ---------------- | ----- | ------------------ | -------- | -------- | ----------- | --------- | ---------- | --------- |
|                  |       |                    |          |          |             |           |            |           |
| Лыжное двоеборье | 19    | Анджей Кжептовский | 32,5 м   | 33,0 м   | 13.312 (17) | 1:43:02.8 | 5.750 (20) | 9.531     |
| Лыжное двоеборье | -     | Францишек Буяк     | DNS      | DNS      | DNS         | 1:42:13.0 | 6.250 (18) | DNF       |
| Лыжное двоеборье | -     | Хенрик Мюцкенбрюнн | DNS      | DNS      | DNS         | DNS       | DNS        | DNS       |

### Соревнования военных патрулей
| Вид                           | Место | Участники                                                                | Результат |
| ----------------------------- | ----- | ------------------------------------------------------------------------ | --------- |
|                               |       |                                                                          |           |
| Соревнования военных патрулей | -     | Станислав Хробак Станислав Кемдзёлка Збигнев Войцицкий Степан Витковский | DNF       |

Соревнования военных патрулей проходили как демонстрационные, тем не менее, позже участникам этих соревнований были вручены комплекты медалей.